# Cape Kidnappers
Cape Kidnappers ist ein Kap im Hastings District der Region Hawke’s Bay auf der Nordinsel von Neuseeland.

## Geographie
Cape Kidnappers befindet sich rund 20 km östlich von Hastings und rund 20 km südöstlich von Napier, an der Spitze einer rund 5 km langen und bis zu 4,5 km breiten Landzunge am südwestlichen Ende der Hawke Bay.
Zu erreichen ist das Kap von der Siedlung Te Awanga an der Küste der Hawke Bay aus über eine sehr kurvenreiche Küstenstraße, die auf dem Plateau des Leuchtfeuers endet.

## Geschichte
Das Kap erhielt 1769 seinen Namen von dem Seefahrer und Entdecker Kapitän James Cook, nachdem ortsansässige Māori einen tahitischen Jungen, der auf der Endeavour mitfuhr, versucht hatten in einem Kanu zu entführen. Cooks Mannschaft töteten einige Māori durch Gewehrschüsse, sodass der Junge zum Schiff zurückschwimmen und gerettet werden konnte.

## Cape Kidnappers Lighthouse
Das Cape Kidnappers Lighthouse befand sich auf einem kleinen Plateau des Kaps, rund 450 m von der Spitze des Kaps entfernt. Es wurde 1876 errichtet und 1948 abgebaut. Statt des Leuchtturms befindet sich heute ein automatisiertes Leuchtfeuer an dem Platz.

## Tölpelkolonie
Auf dem Kap befindet sich mit rund 8.000 Paaren die größte von Land zugängliche Tölpelkolonie der Welt. Australische Tölpel nisten seit den 1870er Jahren auf dem Kap.

Tölpelkolonie
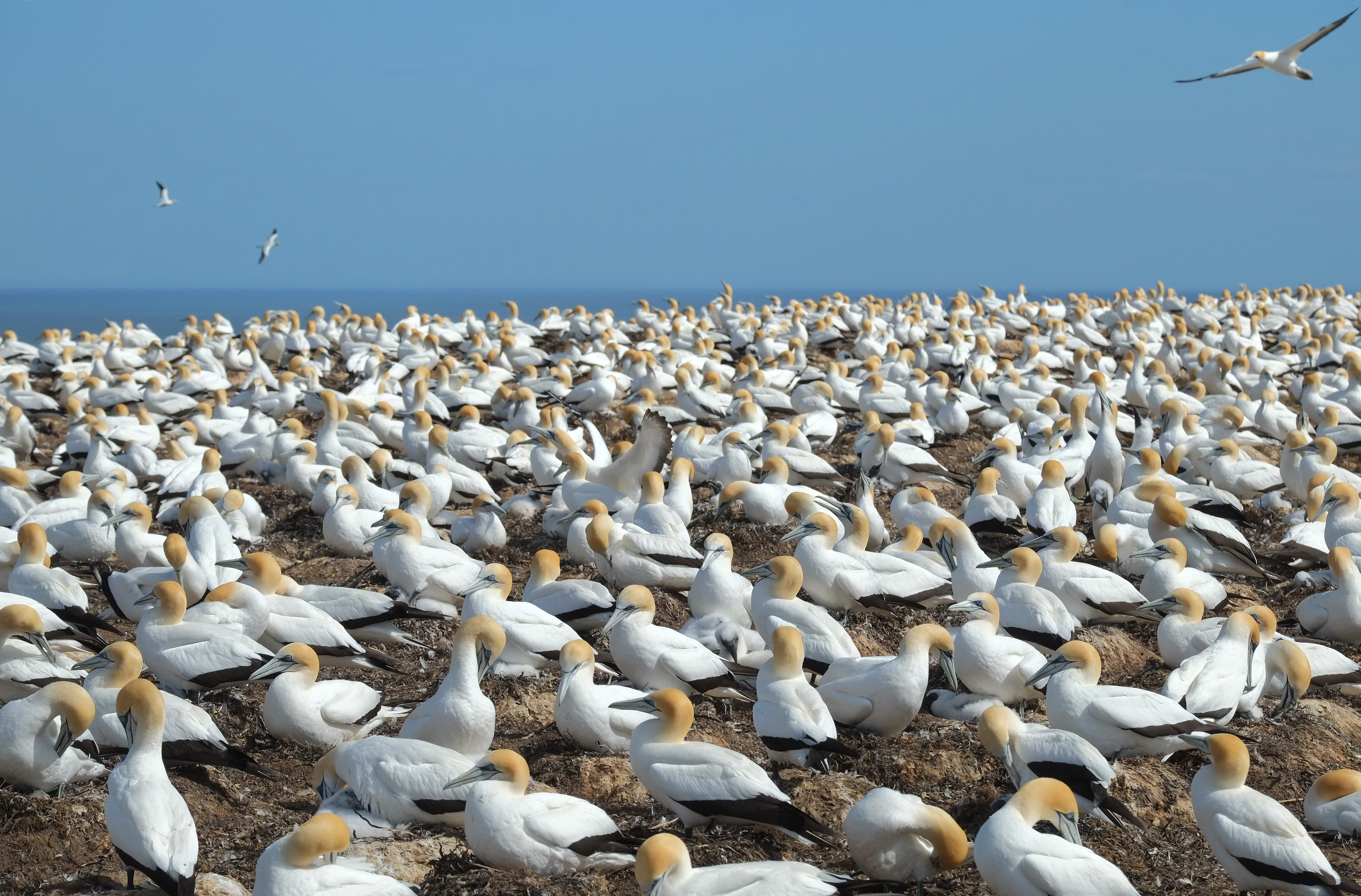
Tölpelkolonie am Plateau im Frühling mit nistenden Vögel
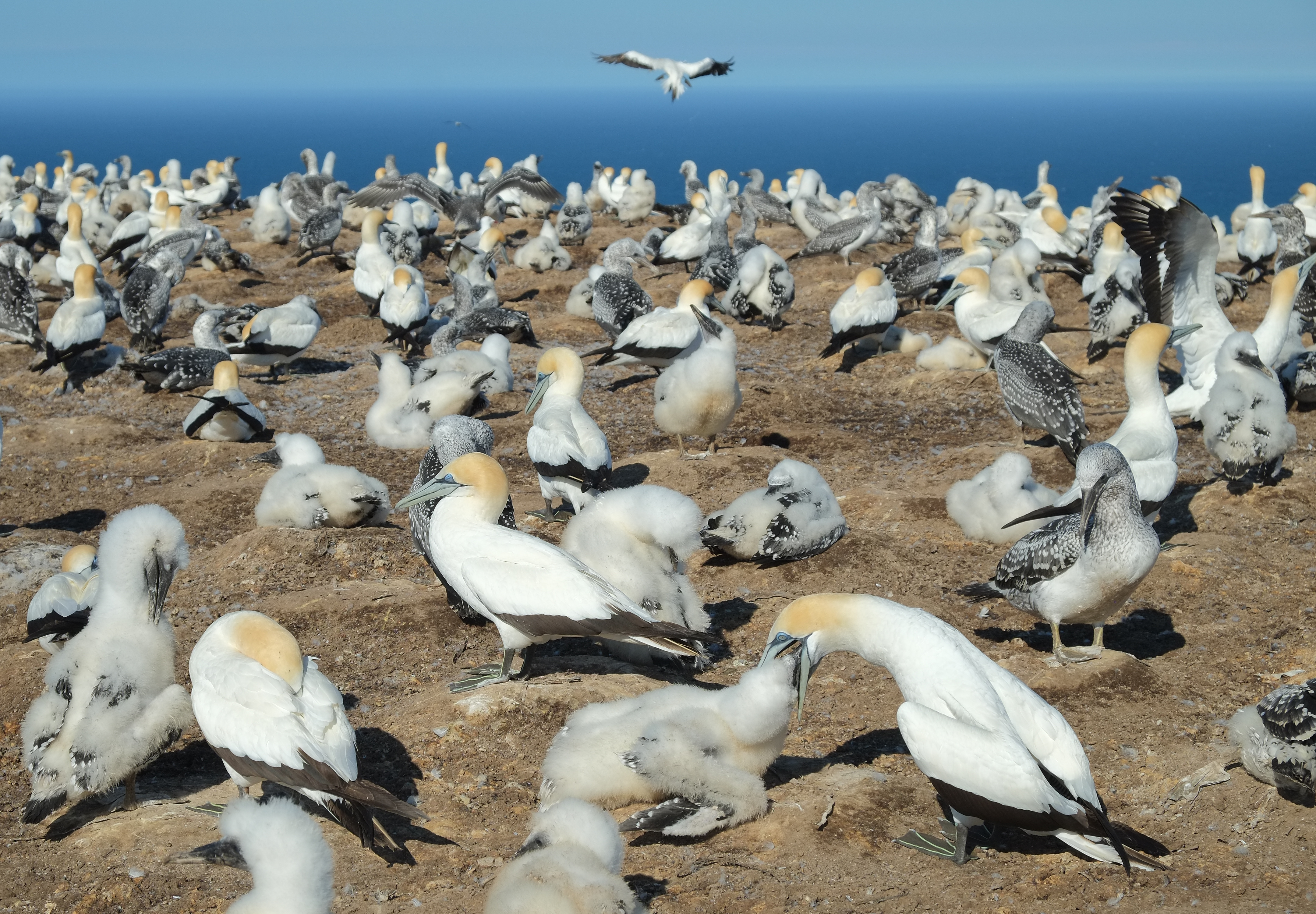
Tölpelkolonie am Plateau im Sommer mit Eltern und Jungvögel
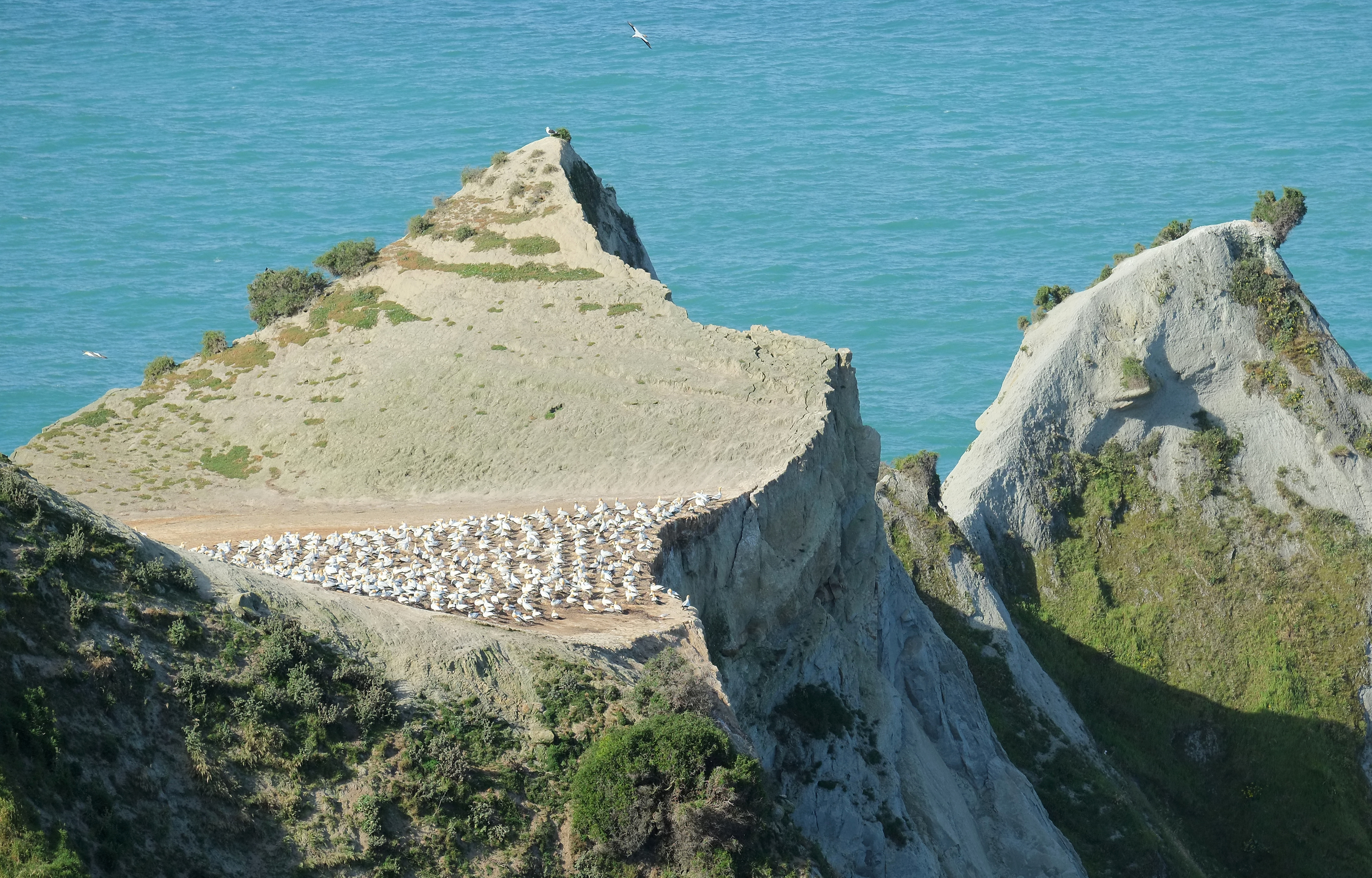
Tölpelkolonie am Kap
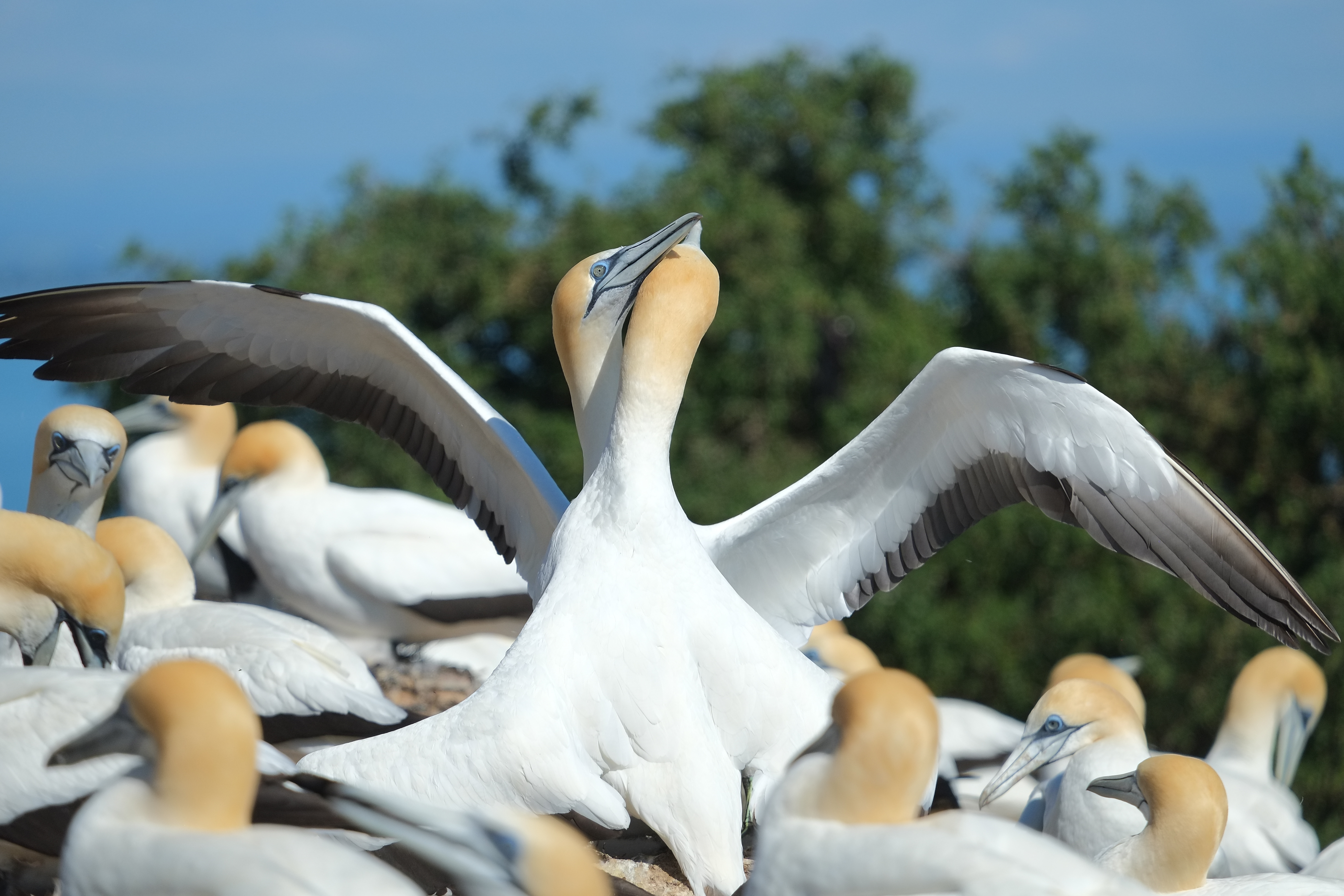
Tölpel bei der Balz